# ATX (pétanque)

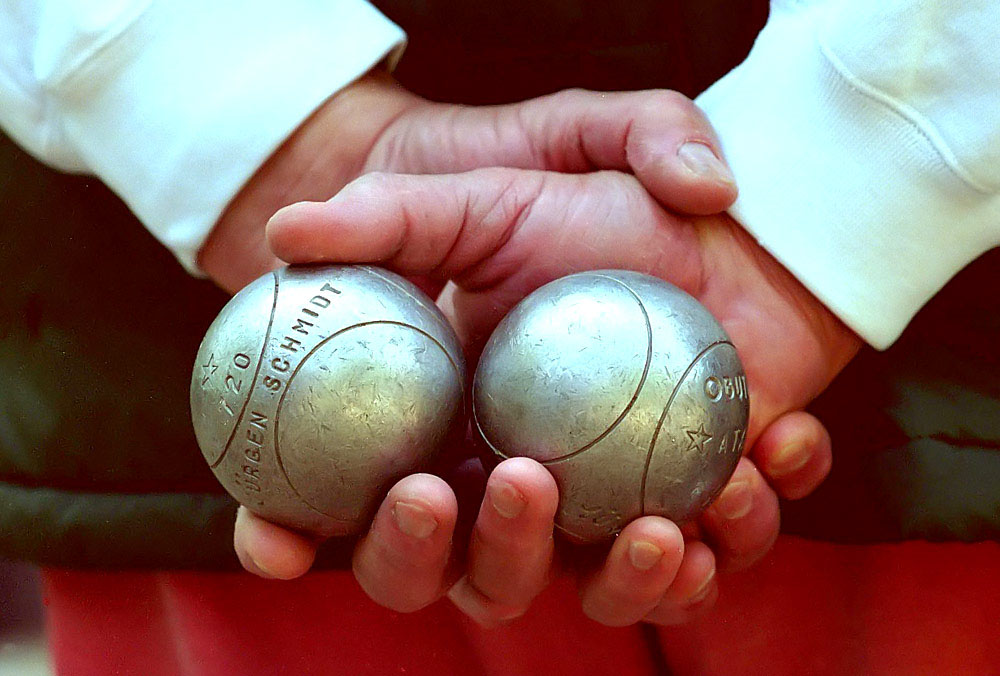
Bule Obut ATX

ATX - model buli do gry w pétanque produkowany przez firmę Obut.

## Właściwości
Bula ATX wykonana jest ze stali niklowo-chromowej, co nadaje jej twardość 130 kg/mm² i powoduje, że odbija się nisko i jest odporna na uderzenia.
Dokładność wykonania buli ATX:
- masa - do 2 gramów,
- wyważenie - do 0,5% masy buli,
- kulistość - do 0,2 mm średnicy,
- twardość - od 38 do 41 HRC.

Produkowanych jest wiele rodzajów bul ATX (różniących się średnicą, masą i wzorem nacięć):
- o średnicy od 71 do 80 mm,
- o masie od 650 do 800 g (postęp co 5 g),
- gładkie i z nacięciami.